# Лейкленд-Гайлендс (Флорида)
Лейкленд-Гайлендс (англ. Lakeland Highlands) — переписна місцевість (CDP) в США, в окрузі Полк штату Флорида. Населення — 12 187 осіб (2020).

## Географія
Лейкленд-Гайлендс розташований за координатами 27°57′27″ пн. ш. 81°57′4″ зх. д. / 27.95750° пн. ш. 81.95111° зх. д. (27.957379, -81.951054).  За даними Бюро перепису населення США в 2010 році переписна місцевість мала площу 14,57 км², з яких 12,55 км² — суходіл та 2,01 км² — водойми.

## Демографія
Згідно з переписом 2010 року, у переписній місцевості мешкало 11 056 осіб у 4212 домогосподарствах у складі 3316 родин. Густота населення становила 759 осіб/км².  Було 4510 помешкань (310/км²).
Расовий склад населення:
| - 91,6 % — білих - 3,4 % — чорних або афроамериканців - 2,1 % — азіатів - 0,2 % — корінних американців |

До двох чи більше рас належало 1,8 %. Частка іспаномовних становила 7,9 % від усіх жителів.
За віковим діапазоном населення розподілялося таким чином: 21,9 % — особи молодші 18 років, 61,3 % — особи у віці 18—64 років, 16,8 % — особи у віці 65 років та старші. Медіана віку мешканця становила 46,7 року. На 100 осіб жіночої статі у переписній місцевості припадало 93,9 чоловіків;  на 100 жінок у віці від 18 років та старших — 91,4 чоловіків також старших 18 років.
Середній дохід на одне домашнє господарство  становив 103 738 доларів США (медіана — 82 175), а середній дохід на одну сім'ю — 116 445 доларів (медіана — 92 285). Медіана доходів становила 65 828 доларів для чоловіків та 42 130 доларів для жінок. За межею бідності перебувало 3,8 % осіб, у тому числі 3,9 % дітей у віці до 18 років та 3,5 % осіб у віці 65 років та старших.
Цивільне працевлаштоване населення становило 5511 осіб. Основні галузі зайнятості: освіта, охорона здоров'я та соціальна допомога — 23,9 %, науковці, спеціалісти, менеджери — 17,5 %, роздрібна торгівля — 14,6 %.